# Builico (Aldeia)
Builico ist eine osttimoresische Aldeia im Suco Ainaro (Verwaltungsamt Ainaro, Gemeinde Ainaro). Laut der Volkszählung von 2015 lebten in der Aldeia 3198 Menschen, allerdings dürfte die Zahl die Einwohner der Aldeia Ainaro mit enthalten, wo sich die Stadt Ainaro befindet.

## Geographie und Einrichtungen
Die Aldeia Builico nimmt die gesamte südliche Hälfte des Sucos Ainaro ein. Im Norden befindet sich die Aldeia Ainaro. Die Flüsse Kilelo, Sarai und Maumall bilden West- und Ostgrenze der Aldeia. An ihrer Südspitze fließen die Flüsse zusammen und bilden den Buronuno, einen Nebenfluss des Belulik. Östlich des Maumall liegen die Sucos Soro und Suro-Craic, westlich des Kilelo der Suco Mau-Ulo und westlich des Sarai die Sucos Mau-Nuno und Cassa.
Die Überlandstraße, die aus der Stadt Ainaro nach Süden führt, durchquert die Aldeia in ihrer gesamten Länge. An ihr befinden sich auch die Siedlungen von Builico. Im Norden reicht die Stadt Ainaro nach Builico hinein mit ihren beiden Vierteln Mauulo 1 und Mauulo 2. Im Süden liegt das Dorf Builico und an der Südspitze, am Zusammenfluss der Flüsse, die Siedlung Ponta Cassa. In Mauulo 1 befindet sich eine Grundschule.

## Geschichte
Zwischen Mauulo 2 und Builico befindet sich Jakarta 2 (Jakarta Dua), eine berüchtigte Hinrichtungsstätte der Indonesier während der Besatzungszeit bis 1999. Timoresen, welche man der Unterstützung der Unabhängigkeitsbewegung verdächtigte, wurden hier ermordet und in die mehr als hundert Meter tiefe Schlucht der Builico-Klippe gestoßen, die nahe der Straße liegt. Wenn Angehörige bei den indonesischen Behörden nach deren Verbleib fragten, erhielten sie als Antwort „Den haben wir nach Jakarta geschickt“. Damit war der Tod der Verschleppten klar.